# Micro Focus
Micro Focus International est une entreprise anglaise d'informatique basée à Newbury dans le Berkshire.

## Histoire
La société a été fondée en  1976. En 1981, elle devient la première entreprise à être lauréate du Queen's Award pour du développement logiciel. Le logiciel en question était CIS COBOL, une version cobol standard tournant sur des microordinateurs.
En septembre 2014, Micro Focus acquiert pour 2,35 milliards de dollars The Attachmate Group, qui détient notamment Attachmate, Novell et SUSE.
En mars 2016, Micro Focus annonce l'acquisition de Serena Software, une entreprise américaine de logiciels destinés aux entreprises, pour 540 millions de dollars.
En septembre 2016, Hewlett Packard Enterprise annonce la fusion d'une partie de ses activités dans les logiciels avec Micro Focus dans une transaction de 8,8 milliards de dollars. Dans le détail, la transaction est constituée d'un paiement de 2,5 milliards de dollars par Micro Focus à HP Entreprise et une prise de participation de 49,9 % pour les actionnaires de Micro Focus, contre 50,1 % pour HPE, de la nouvelle entité qui gardera pour nom celui de Micro Focus.
En juillet 2018, Micro Focus annonce la vente de ses activités liées à Suse pour 2,5 milliards de dollars au fonds d'investissement suédois EQT Partners.
En août 2022, OpenText annonce l'acquisition de Micro Focus pour 6 milliards de dollars, dont 4,4 milliards de reprises de dette.